# (19136) Strassmann
(19136) Strassmann ist ein Asteroid des Hauptgürtels, der am 10. Januar 1989 vom deutschen Astronomen Freimut Börngen an der Thüringer Landessternwarte Tautenburg (IAU-Code 033) im Tautenburger Wald in Thüringen entdeckt wurde.
Der Asteroid wurde am 9. März 2001 nach dem deutschen Chemiker Fritz Straßmann (1902–1980) benannt, der am 17. Dezember 1938 in Berlin gemeinsam mit Lise Meitner und Otto Hahn die Kernspaltung entdeckte.